# Erik Magnusson (politiker)
Erik Otto Bernhard Magnusson i Tumhult, född 10 april 1900 i Agunnaryd, Kronobergs län, död där 7 december 1997, var en svensk politiker i högerpartiet. Han var son till andra kammarens vice talman  Otto Magnusson i Tumhult och dotterson till riksdagsmannen Carl Isak Bengtsson i Össlöv Nästagård.
Magnusson ägde sedan 1937 Tumhults gård i Agunnaryd. Han var ledamot av Sveriges riksdags andra kammare 1937-1940 och från 1953 i valkretsen Kronobergs län. Han var även ledamot av Kronobergs läns landsting. 1935-38, 43-46 och från 1951 och av dess förvaltningsutskott 1956-63. Han tillhörde bl.a. styrelsen för Systembolaget och Försäkringsbolaget Skandia. Han tillhörde 1938 års pensionärsbostadssakkunniga, 1962 års sinnessjukhuslagstiftningskommitté, och 1966 års handikapputredning.